# Sinceridad (película de 1939)
Sinceridad (en japonés: まごころ, romanizado: Magokoro) es una película dramática japonesa de 1939 escrita y dirigida por Mikio Naruse. Está basada en un cuento de Yōjirō Ishizaka.

## Sinopsis
En un pequeño pueblo rural, el año escolar ha terminado. Mientras que Tomiko, hija de una madre soltera y de ascendencia de clase media baja, ha sido clasificada como la mejor alumna de su clase, su compañera de clase y amiga Nobuko, hija de una familia aparentemente intacta de clase alta, solo ha sido clasificada en el décimo lugar. Durante una discusión entre la Sra. Asada y su esposo Keikichi sobre las bajas calificaciones de Nobuko y su nuevo maestro, a quien la Sra. Asada responsabiliza, se revela que Keikichi, quien había sido adoptado por la familia de su esposa, y la madre de Tomiko, Tsuta, alguna vez estuvieron enamorados. Entre lágrimas, la Sra. Asada lo culpa por seguir sintiéndose atraído por ella, algo que Nobuko oye por casualidad. 
Al día siguiente, Nobuko le cuenta a Tomiko la conversación de sus padres, y ambos comienzan a llorar cuando discuten sobre sus diferentes familias. Más tarde, cuando Nobuko se lastima mientras se baña, Tomiko llama a su madre para pedirle ayuda, lo que lleva a un encuentro breve, educado pero distante entre Tsuta y Keikichi. Keikichi le envía a Tomiko una muñeca francesa exclusiva como forma de agradecimiento, pero Tomiko percibe la incomodidad de su madre con el regalo y se lo devuelve a la familia Asada. La señora Asada confronta a su marido con el regalo que le hizo a Tomiko y, a cambio, él la regaña por sus continuas quejas. Cuando él revela que acaba de recibir una notificación de reclutamiento, ella se disculpa por su egoísmo, a lo que él responde: «Ahora puedo ir a la guerra sin preocupaciones».
En la última escena, se ve a las dos chicas y a sus madres una al lado de la otra entre una multitud que vitorea, despidiéndose de Keikichi y de los nuevos reclutas que van camino al frente.

## Elenco
- Etchan como Nobuko
- Teruko Kato como Tomiko
- Takako Irie como Tsuta, la madre de Tomiko
- Sachiko Murase como Sra. Asada, la madre de Nobuko
- Minoru Takada como Keikichi Asada, el padre de Nobuko
- Sōji Kiyokawa como Iwata, el profesor
- Fusako Fujima como la abuela de Tomiko

## Recepción
La biógrafa de Naruse, Catherine Russell, cita está película junto con Toda la familia trabaja también de 1939, como las dos películas claves del director de este período y el «vínculo entre el Shomin-geki de Naruse de antes y después de la guerra». Según Russell, el director se había quejado de las intervenciones de la junta de censura en esta película, que definió como una «película del frente interno», pero señala que el «contexto de guerra es poco más que un telón de fondo», enfatizando su «tranquila belleza pastoral».
El crítico de cine estadounidense, Dan Sallitt, observa detalles generales de comportamiento agudos y diálogos sutiles, pero una estructura insatisfactoria y una motivación vaga de los personajes en el clímax de la película, especulando si estas deficiencias son resultado de la intervención de la censura que no permitiría que el personaje de Keikichi, un símbolo del celo militar japonés, fuera sujeto de crítica.